# Bea Åkerlund
Jenny-Beatrice Åkerlund, mest känd som Bea Åkerlund eller B. Åkerlund, ogift Esberg, född 10 maj 1975 i Sankt Johannes församling i Stockholm, är en svensk stylist som har stylat bland andra Beyoncé, Lady Gaga, Britney Spears, Ghost och Rihanna. Sångerskan Madonna ramlade under BRIT Awards 2015 av scenen i en kreation Åkerlund hade valt ut till henne.
Åkerlund sommarpratade i Sveriges Radio den 1 augusti 2015 i Sommar i P1.
Bea Åkerlund är sedan 2008 gift med Jonas Åkerlund.